# Lycodes yamatoi
Lycodes yamatoi es una especie de pez de la familia de los Zoarcidae en el orden de los perciformes.

## Morfología
Los machos pueden llegar a alcanzar los 22,2 cm de longitud total.

## Hábitat
Es un pez de mar, de clima templado y demersal.

## Distribución geográfica
Se encuentra en los mares del Japón y de Ojotsk.

## Observaciones
Es inofensivo para los humanos. 